# Giro de Lombardía 1958
El Giro de Lombardia 1958 fue la 52.ª edición de la Giro de Lombardía. Esta cursa ciclista organizada por La Gazzetta dello Sport se disputó el 19 de octubre de 1958 con salida y llegada a Milà después de un recorrido de 243 km. Es la última prueba puntuable de la Challenge Desgrange-Colombo.
El italiano Nino Defilippis (Carpano)  gana la competición por ante Miquel Poblet (Ígneos-Doniselli) y de su compañero de equipo Michel Van Aerde.
Miquel Poblet es el primer español en acabar entre los tres primeros de la clasificación final. Su hito no será superada hasta la edición del 2012 cuando Joaquim Rodríguez ganó la prueba.

## Desarrollo
La cursa empieza a las 9:28 desde Vialba. En los primeros kilómetros se producen continuos ataques de corredores no peligrosos pero que hacen que la velocidad sea alta para que no se forma ninguna fuga. Finalmente, Bruno Costalunga se va en solitario pasada la localidad de Grandola. El italiano rueda en solitario al frente de la carrera durante 50 kilómetros hasta que en Binago se unen a él Jean Stablinski, Pepino Dante y Giantonio Ricco. A un minuto de estos hombres se forma un grupo perseguidor de unas treinta unidades donde está Miguel Poblet pero no otros favoritos como Rik Van Looy, Fred De Bruyne, Louison Bobet o Ercole Baldini.
Se inicia la subida al Ghisallo con Bruno Costalunga, Giantonio Ricco y Pepino Dante todavía como cabeza de cursa. En su persecución se forma un grupo con Miguel Poblet, Nino Defilippis, Idrio Bui y Hilaire Couvreur que les va recortando terreno. Nino Defilippis es el primero a coronar (63 km a meta) comandando un grupo estirado de hombres donde son Idrio Bui, Frans van Looveren, Hilaire Couvreur, Diego Ronchini, Miquel Poblet, Vito Favero y Jean Forestier. Diego Ronchini escapa en el descenso pero es neutralizado a 32 km de meta.
A Lissone (22 km a meta) escapan los belgas Frío de Bruyne y Rik van Looy. A menos de siete kilómetros Miquel Poblet ataca, coge distancia respecto del grupo principal y se acerca a la cabeza de cursa pero Louison Bobet reacciona y arrastra el resto del grupo hasta neutralizar al corredor español. La distancia respecto de los dos belgas no se recorta porque éstos no lo dan todo para no hacerle la carrera al otro. A 3 kilómetros del final lo prueba de nuevo Miguel Poblet pero es controlado por Hilaire Couvreur, compañero de equipo de Rik van Looy. Todo y esta desorganización en la persecución, Frío de Bruyne y Rik van Looy son cazados a menos de dos kilómetros del final.
La pancarta del último kilómetro es a la vista de los corredores que la confunden con la de meta y lanzan el esprint de forma equivocada. El primero a ver el error es Nino Defilippis que consigue unos centenares de metros decisivos para llevarse la prueba por ante un Miquel Poblet que reacciona un poco tarde, puesto que se queda a sólo 6 metros de ganar.

## Clasificación general
| Posición | Ciclista              | Equipo       | Tiempo   |
| -------- | --------------------- | ------------ | -------- |
| 1        | Nino Defilippis       | Carpano      | 6h07'12" |
| 2        | Miguel Poblet         | Ignis        | a 7"     |
| 3        | Michel Van Aerde      | Carpano      | s.t.     |
| 4        | Jozef Schils          | Faema-Guerra | s.t.     |
| 5        | Giuseppe Calvi        | Ghigi        | s.t.     |
| 6        | Pino Cerami           | Peugeot      | s.t.     |
| 7        | Tranquillo Scudellaro | Torpado      | s.t.     |
| 8        | Ercole Baldini        | Legnano      | s.t.     |
| 9        | Armando Pellegrini    | Faema-Guerra | s.t.     |
| 10       | Angelo Conterno       | Carpano      | s.t.     |